# Justice League (phim truyền hình)
Justice League là loạt phim hoạt hình của Mỹ về một nhóm siêu anh hùng chiếu từ 2001 tới 2006 trên Cartoon Network. Nó dựa trên bộ truyện cùng tên Justice League và liên kết với các siêu anh hùng khác trong truyện tranh được xuất bản bởi DC Comics.
Sau phần thứ hai, chương trình được đổi tên Justice League Unlimited với tất cả các siêu anh hùng của DC, và thay đổi sang đơn tập thay vì đôi hay ba tập như hai phần trước. Những câu chuyện độc lập trong cuộc chiến chống lại tội ác và trong đó cũng giới thiệu luôn những nhân vật mới, hoàn cảnh và mối quan hệ của họ tạo thành một câu chuyện lớn. Tổng cộng có 91 tập phim với 5 phần.

## Các tập phim

### Season 1: 2001–2002
| # | Tên tập phim             | Đạo diễn                 | Tác giả          | Ngày chiếu                                |
| --- | ------------------------ | ------------------------ | ---------------- | ----------------------------------------- |
| 1–3 | "Secret Origins"         | Dan Riba and Butch Lukic | Rich Fogel       | 17 tháng 11 năm 2001                      |
| Allen Carter trong chuyến thám hiểm sao Hỏa đã bị những người ngoài hành tinh giết chết và sau đó giả làm ông này để âm mưu xâm chiếm Trái Đất. Chúng bắt và mang theo một người Sao Hỏa là J'onn J'onzz. Sau đó, anh được Superman và Batman cứu thoát. Họ cùng nhau lên kế hoạch với Wonder Woman, Hawkgirl, Flash (Wally West), và Green Lantern (John Stewart) giải cứu thành công Trái Đất. Superman tập hợp tất cả mọi người tại Tháp Canh mới xây dựng, được tài trợ bởi Batman (thông qua ngân sách của tập đoàn Wayne) và tuyên bố thành lập Justice League. |                          |                          |                  |                                           |
| 4–5 | "In Blackest Night"      | Butch Lukic              | Stan Berkowitz   | 19 tháng 11 năm 2001 26 tháng 11 năm 2001 |
| Green Lantern bị buộc tội đã phá hủy một hành tinh trong thiên hà khi đang làm nhiệm vụ. Flash làm luật sư bào chữa cho anh ở Tòa án Vũ Trụ, trong khi Hawkgirl yêu cầu sự giúp đỡ của nhóm Green Lantern thì J'onn J'onzz và Superman khám phá ra sự thật rằng Kanjar Ro là kẻ chủ mưu thực sự với việc sử dụng ảo ảnh đánh lừa trong khi hành tinh đó không hề bị phá hủy. John được tha và Ro bị bắt. |                          |                          |                  |                                           |
| 6–7 | "The Enemy Below"        | Dan Riba                 | Kevin Hopps      | 3 tháng 12 năm 2001 10 tháng 12 năm 2001  |
| Một tàu ngầm hạt nhân bị Aquaman tấn công ở Đại Tây Dương do ông sợ nó đe dọa tới môi trường sống của vương quốc Alantis, Liên Minh đến cứu hộ và đã đối mặt với ông và quân đội Atlantean. Superman sau đó khuyên ông đến Metropolis và đưa yêu cầu hòa bình của mình với các quan chức chính phủ khác nhau trên thế giới. Sau đó tên lính đánh thuê Deadshot ám sát Aquaman, và Batman cùng các thành viên phát hiện ra rằng Lord Orm, em trai của ông, là người đứng sau các cuộc tấn công. Orm trói Aquaman và bắt cóc đứa con trai của ông, đặt họ trên một vách đá trên một tĩnh mạch dung nham nóng chảy, để mặc cho họ chết. Để cứu con trai, Aquaman phải tự cắt đứt bàn tay trái của mình. Aquaman sau đó đã tiêu diệt Orm. Còn Batman và Green Lantern ngăn chặn thành công kế hoạch làm tan chảy Bắc Cực của hắn. |                          |                          |                  |                                           |
| 8–9 | "Injustice for All"      | Butch Lukic              | Stan Berkowitz   | 6 tháng 1 năm 2002 13 tháng 1 năm 2002    |
| Là một tội phạm, bị kết án tù, và bị bệnh nan y do tiếp xúc lâu dài với Kryptonite, Lex Luthor đã thoát ra và tập hợp một đội siêu tội phạm gồm Cheetah, The Shade, Solomon Grundy, Star Sapphire, Copperhead, và Ultra-Humanite để tiêu diệt Justice League. The Joker cũng là một thành viên và đánh ngất được Batman. Sau đó, Batman đã dùng mưu kế mua chuộc thành công sự phản bội của Cheetah và Ultra-Humanite và được Liên Minh tới giải cứu sau khi anh tặng Joker một cú đấm vào mặt. |                          |                          |                  |                                           |
| 10–11 | "Paradise Lost"          | Dan Riba                 | Joseph Kuhr      | 21 tháng 1 năm 2002 28 tháng 1 năm 2002   |
| Tên buôn lậu đồ cổ Felix Faust đe dọa sẽ hóa đá tất cả hòn đào Amazon của Wonder Woman nếu cô không thu thập hiện vật cho hắn. Hắn sử dụng chúng để giải thoát Hades từ Tartarus. Liên Minh thành công trong việc đánh bại Hades và tay sai của hắn. Sau đó, Hippolyta, mẹ Diana và là Nữ hoàng đã buộc phải trục xuất cô ra khỏi Themyscira vì cô đã vi phạm luật lệ khi đưa những thành viên của Justice League đến giúp đỡ. |                          |                          |                  |                                           |
| 12–13 | "War World"              | Butch Lukic              | Stan Berkowitz   | 23 tháng 2 năm 2002 3 tháng 3 năm 2002    |
| Superman và Martian Manhunter bị bắt cóc bởi các tên buôn nô lệ ngoài Trái đất và sau đó được bán cho một hành tinh được cai trị bởi Mongul, nơi dân số dành thời gian của mình xem người ngoài hành tinh chiến đấu sinh tử trong một đấu trường lớn. Green Lantern và Hawkgirl đã đến và giải cứu họ. |                          |                          |                  |                                           |
| 14–15 | "The Brave and the Bold" | Dan Riba                 | Dwayne McDuffie  | 10 tháng 3 năm 2002 17 tháng 3 năm 2002   |
| Green Lantern và Flash phát hiện ra một âm mưu của Gorilla Grodd để tiêu diệt Gorilla City, một thành phố ẩn của một loài khỉ đột biết nói tại châu Phi. Grodd có một thiết bị cho phép hắn kiểm soát tâm trí của những người khác, và sử dụng công nghệ Gorilla bị đánh cắp để cai trị tất cả các thành phố trung tâm và đưa người dân của mình dưới sự kiểm soát của mình. Bị giam bên trong thành phố, Liên Minh đã liên kết cùng với Solovar, giám đốc an ninh của Gorilla City, để tiêu diệt kẻ thù từ bên trong trước khi Grodd thực hiện âm mưu với Gorilla City. Kết thúc, Grodd trở nên tâm thần còn Wonder Woman thì biết được tình cảm của Batman dành cho cô. |                          |                          |                  |                                           |
| 16–17 | "Fury"                   | Butch Lukic              | Stan Berkowitz   | 7 tháng 4 năm 2002 14 tháng 4 năm 2002    |
| Aresia (sinh ra trong thế giới con người, lớn lên ở Themyscira) tập hợp một nhóm nhỏ đội siêu tội phạm của Luthor bao gồm Star Sapphire, Shade, Copperhead, Solomon Grundy, và Tsukuri, và đặt mục tiêu giết tất cả số đàn ông trên thế giới. Cô đầu độc tất cả năm thành viên nam của Liên Minh và bắt giữ Hippolyta. Hawkgirl đã cứu thoát Hippolyta, còn Wonder Woman tiêu diệt Aresia và giải độc cho các thành viên. |                          |                          |                  |                                           |
| 18–19 | "Legends"                | Dan Riba                 | Andrew Kreisberg | 21 tháng 4 năm 2002 28 tháng 4 năm 2002   |
| Liên Minh vô tình đến một thế giới song song và phát hiện ra Guild of America, hoạt động giống với Justice League. Trong khi chiến đấu với siêu nhân vật phản diện trong không gian khác, họ khám phá ra rằng thế giới này chỉ là một ảo tưởng phức tạp do một đứa trẻ bị nhiễm phóng xạ gây đột biến DNA tạo ra. Hai tập phim này được dành tặng cho Gardner Fox, một nhà văn, người đồng sáng tạo ra cả Justice Society of America và Justice League of America |                          |                          |                  |                                           |
| 20–21 | "A Knight of Shadows"    | Butch Lukic              | Keith Damron     | 20 tháng 9 năm 2002 27 tháng 9 năm 2002   |
| Jason Blood trong bộ dạng Etrigan Demon của mình, tới tìm kiếm sự hỗ trợ của Justice League trong việc ngăn ngừa các viên đá Philosopher khỏi rơi vào tay kẻ thù xưa của mình, nữ pháp sư Morgaine Le Fey. |                          |                          |                  |                                           |
| 22–23 | "Metamorphosis"          | Dan Riba                 | Len Uhley        | 4 tháng 10 năm 2002 11 tháng 10 năm 2002  |
| Bạn cũ Green Lantern của Rex Mason, hiện đang làm việc cho một nhà công nghiệp mờ ám, bị một "tai nạn" được sắp đặt bởi giám đốc công ty đồng thời là bố bạn gái của anh do không muốn mất cô con gái vào tay anh. Anh bị biến đổi thành siêu anh hùng Metamorpho. |                          |                          |                  |                                           |
| 24–26 | "The Savage Time"        | Butch Lukic and Dan Riba | Stan Berkowitz   | 9 tháng 11 năm 2002                       |
| Liên Minh trở về từ một nhiệm vụ trong không gian và thấy thế giới thay đổi. Vandal Savage quay ngược thời gian vào những năm 1940, cho phép hắn ta đưa trên thế giới trở lại trong Thế chiến II. Liên Minh phải nỗ lực ngăn chặn anh ta, và chiến đấu chống phát xít Đức cùng với những anh hùng thời Thế chiến II của DC Comics (bao gồm cả Easy Company, Blackhawks, và Steve Trevor). Batman là thành viên duy nhất không tham gia vào nhiệm vụ này do mất tích khi thời gian thay đổi. Wonder Woman đã giúp đỡ Steve Trevor khi anh đang trên đường thực hiện nhiệm vụ của mình. Trong quá trình đó, Steve nảy sinh tình cảm với Wonder Woman. Câu chuyện kết thúc với Wonder Woman tìm tới Steve Trevor lúc này là một ông già trong viện dưỡng lão, và Steve một lần nữa được nhìn thấy "Angel" của anh.               |                          |                          |                  |                                           |

### Season 2: 2003–2004
| # | Tên                 | Director(s)                                 | Writer(s)                                                | Original Airdate(s)  |
| --- | ------------------- | ------------------------------------------- | -------------------------------------------------------- | -------------------- |
| 27–28 | "Twilight"          | Dan Riba and Butch Lukic                    | Rich Fogel and Bruce Timm                                | 5 tháng 7 năm 2003   |
| Các thành viên bị lừa đến Apokolips, quê nhà của Darkseid, chống lại các mối đe dọa của Brainiac. Batman và Wonder Woman tìm tới sự trợ giúp của các vị thần mới, bao gồm cả Orion, Lightray, và Highfather. Kết thúc với việc phá hủy cơ sở chính của Brainiac còn Darkseid bị mắc kẹt sau khi chiến đấu với Superman. |                     |                                             |                                                          |                      |
| 29–30 | "Tabula Rasa"       | Dan Riba                                    | Stan Berkowitz                                           | 4 tháng 10 năm 2003  |
| Lex Luthor chế tạo ra một android tên là Amazo với khả năng sao chép và thu thập bất kỳ sức mạnh hay kỹ năng nào, và giả làm một người cha của nó. Amazo đánh bại tất cả thành viên của Liên Minh. Trong khi J'onn gặp vấn đề khi thấy việc đọc được quá nhiều suy nghĩ của người khác làm anh mệt mỏi. Sau đó, nhờ kỹ năng này mà anh cứu thoát một bé gái bị lạc. Anh cho Amazo sao chép lại kỹ năng này để nó phát hiện sự lừa dối của Luthor. Amazo xé nát bộ giáp của Luthor rồi sau đó bay vào vũ trụ. |                     |                                             |                                                          |                      |
| 31–32 | "Only a Dream"      | Butch Lukic                                 | Stan Berkowitz                                           | 11 tháng 10 năm 2003 |
| John Dee là tình nguyện viên cho một cuộc điều trị thực nghiệm khi ở trong tù. Trong khi đang thí nghiệm, các cơ quan chức năng đang bị phân tâm bởi một cuộc đào tẩu hàng loạt của Volcana, Firefly, Solomon Grundy, Copperhead và Luminus) nên John Dee bị giật quá liều và trở thành kẻ kiểm soát giấc mơ Doctor Destiny. Hắn gieo cho vợ cũ cùng các thành viên khác của Liên Minh bị hôn mê và gặp ác mộng. J'onn cố gắng để kiểm soát và cứu giúp họ, trong khi Batman chiến thắng cơn buồn ngủ đánh bại Doctor Destiny. |                     |                                             |                                                          |                      |
| 33–34 | "Maid of Honor"     | Dan Riba                                    | Dwayne McDuffie                                          | 18 tháng 10 năm 2003 |
| Wonder Woman cùng Batman đến dự tiệc của công chúa Kasnia, và biết được cô sắp kết hôn. Thật không may, chồng chưa cưới của cô là kẻ bất tử Vandal Savage. Wonder Woman và Batman ngăn chặn kế hoạch của Savage trong khi Flash, Green Lantern và Jonn Jonzz ngăn chặn căn cứ trên vệ tinh Rail Gun của hắn. Kết thúc, cung điện Kasnia bị phá hủy, Savage bị bắt và Wonder Woman nhắc Batman về điệu nhảy mà họ chưa hoàn thành xong ở đầu phim. Đây cũng là tập đầu tiên của loạt phim Justice League trong đó Batman xuất hiện là Bruce Wayne. |                     |                                             |                                                          |                      |
| 35–36 | "Hearts and Minds"  | Butch Lukic                                 | Keith Damron                                             | 25 tháng 10 năm 2003 |
| Kilowog đến Trái Đất, tìm sự giúp đỡ John Stewart để giải cứu các thành viên khác của Green Lantern Corps bị bắt bởi Despero. Anh cũng cho biết cô giáo cũ và đồng thời là người yêu của John, Katma Tui, là một trong những người bị bắt. Sau khi chiến đấu với Despero và thua, John phải tìm lại chính mình để sử dụng chiếc nhẫn quyền lực của anh và giúp Liên Minh đánh bại đội quân của Despero. Flash, Hawkgirl và Jonn Jonzz đi cùng Kilowog tới hành tinh Despero để giúp GL ngăn chặn hắn. |                     |                                             |                                                          |                      |
| 37–38 | "A Better World"    | Dan Riba                                    | Stan Berkowitz                                           | 1 tháng 11 năm 2003  |
| Ở một không gian khác, sau cái chết của Flash, Justice Lords khởi động một cuộc tấn công vào Nhà Trắng, nơi Superman giết tổng thống Lex Luthor. Hai năm sau đó, Họ cai trị hành tinh với một chế độ hà khắc. Batman phát hiện ra không gian mà Justice League sinh sống. Họ lừa Liên Minh tới không gian mới và giam trong một buồng kín có điện. Sau đó Justice Lords đến không gian của Justice League nhằm sửa chữa sai lầm mà họ mắc phải khiến Flash phải chết. Batman giúp Liên Minh quay trở lại và nhờ sự giúp đỡ của Lex Luthor, Justice League buộc Justice Lords phải chấp nhận thực tại. Kết thúc, Lex Luthor bày tỏ mong muốn tranh cử tổng thống. Ý tưởng về một nhóm Liên Minh tương tự được dàn dựng dựa trên Crime Syndicate of Earth-3 (Pre-Crisis)/Anti-Matter Universe (Post-Crisis)                                                                                    |                     |                                             |                                                          |                      |
| 39–40 | "Eclipsed"          | Dan Riba                                    | Joseph Kuhr                                              | 8 tháng 11 năm 2003  |
| Một viên đá từ thời cổ đại được gọi là Black Heart được phát hiện. Những ai cầm vào nó đều bị mất kiểm soát bản thân và không nhớ gì về mọi thứ, nó nuôi dưỡng một tinh thần của một loài rắn độc ác. Tất cả các thành viên Liên Minh bị nhiễm, ngoại trừ cho các Flash. Anh đã cứu đồng đội của mình thoát khỏi viên đá và từ lời nguyền rằng nhật thực sẽ tiêu diệt cả Mặt Trời và Trái Đất. |                     |                                             |                                                          |                      |
| 41–42 | "The Terror Beyond" | Butch Lukic                                 | Dwayne McDuffie                                          | 15 tháng 11 năm 2003 |
| Doctor Fate và Aquaman cứu Solomon Grundy, và có ý định sử dụng anh ta để giúp sức trong trận chiến với thế lực đen tối đã nhấn chìm Atlantis xuống biển có tên là Ichthultu. Hawkgirl, Wonder Woman và Superman sau khi hiểu lầm ban đầu đã quay sang giúp đỡ Dr Fate. Họ giành chiến thắng nhưng Solomon Grundy thiệt mạng sau đã chiến đấu dũng cảm và biết được về tình bạn thực sự với Hawkgirl. |                     |                                             |                                                          |                      |
| 43–44 | "Secret Society"    | Dan Riba                                    | Stan Berkowitz                                           | 22 tháng 11 năm 2003 |
| Trong khi Justice League đang cãi nhau về giá trị của tinh thần đồng đội và làm việc theo nhóm, Grodd tổ chức một hội bí mật gồm Parasite, Giganta, Sinestro, The Shade, Clayface và killer Frost để thực hiện các kế hoạch tội ác. Chúng bắt tất cả các thành viên nhưng J'onn nhờ đánh lừa rồi biến mình thành Clayface đã giải phóng những người khác đánh bại chúng trong một sân vận động đông đúc. |                     |                                             |                                                          |                      |
| 45–46 | "Hereafter"         | Butch Lukic                                 | Dwayne McDuffie                                          | 29 tháng 11 năm 2003 |
| Superman Revenge Squad một nhóm siêu tội phạm được lập ra để được trả thù Superman. Khi chúng tấn công Metropolis, Toyman bắn một tia plasma về phía Batman khi anh đang cứu Wonder Woman bị thương, nhưng Superman hy sinh thân mình để cứu họ và bị bốc hơi. Liên Minh cố gắng để tiếp tục sau sự hy sinh của Superman. Lobo đến tại Tháp Canh và đề cử mình là Superman thay thế. Superman tỉnh dậy ở thời điểm 30.000 năm sau của Trái đất, và thấy mặt trời chuyển sang màu đỏ. Anh chiến đấu cùng Vandal Savage là người duy nhất còn sống cũng như là thủ phạm hủy diệt Trái Đất, chống lại những sinh vật bị đột biến. Sau đó, Savage giúp đưa anh trở về quá khứ và dặn anh ngăn chặn một vụ cướp của chính hắn với Ray Palmer nhằm cản bước hắn chế tạo ra loại vũ khí hủy diệt Trái Đất sau này.                                                                                  |                     |                                             |                                                          |                      |
| 47–48 | "Wild Cards"        | Butch Lukic                                 | Stan Berkowitz and Dwayne McDuffie                       | 6 tháng 12 năm 2003  |
| Thâm nhập vào một đài truyền hình ở Las Vegas, Joker và Harley Quinn thông báo rằng chúng đã đặt một loạt các quả bom và chúng sẽ phá hủy các tòa nhà trong hai mươi hai phút và năm mươi mốt giây nếu Justice League không tìm ra và tháo gỡ chúng. Joker phát sóng như một chương trình truyền hình thực tế. Liên Minh phải đánh bại đội quân riêng của Joker, Royal Flush Gang trong đó Ace là người nguy hiểm nhất. Liên Minh đã gỡ bom thành công, Batman đã đánh bại Joker lấy được chiếc vòng điều khiển Ace. Cô thức tỉnh và tức giận bỏ đi. |                     |                                             |                                                          |                      |
| 49 | "Comfort and Joy"   | Butch Lukic                                 | Paul Dini                                                | 13 tháng 12 năm 2003 |
| Sau khi cứu thế giới, các thành viên của Justice League quyết định nghỉ ngơi để chào mừng các ngày lễ. Flash dành đêm Giáng sinh của mình với con của một trại trẻ mồ côi, chúng muốn anh tặng một con vịt đồ chơi hoạt hình đặc biệt. Món đồ chơi bị làm hỏng bởi Ultra-Humanite, người cuối cùng đã sửa nó giúp Flash. Green Lantern và Hawkgirl bên nhau trong những ngày nghỉ. Lantern tham gia vào một cuộc chiến snowball với Hawkgirl. Hawkgirl đưa John đến một quán bar ngoài hành tinh. Batman đón Giáng sinh trên Watchtower; Wonder Woman không được đề cập đến. Trong khi đó, Superman mời J'onn qua Smallville cho đêm Giáng sinh với cha mẹ của mình. Mặc dù ban đầu J'onn thấy khó chịu, nhưng cuối cùng anh cũng học được cách thưởng thức Giáng sinh. Đây là tập phim độc lập đầu tiên của bộ truyện.                                                                      |                     |                                             |                                                          |                      |
| 50–52 | "Starcrossed"       | Butch Lukic (Pts.1 & 3) and Dan Riba (Pt.2) | Rich Fogel (Pts. 1, 2, & 3) and Dwayne McDuffie (Part 3) | 29 tháng 5 năm 2004  |
| Sau khi Trái Đất đang bị tấn công bởi một chiến hạm Gordanian, Liên Minh được hỗ trợ bởi một đội quân hawkmen từ quê hương của Hawkgirl - Thanagar. Các Thanagarians giúp giúp Trái đất xây dựng một lá chắn để bảo vệ chống lại các Gordanians, nhưng Batman phát hiện ra rằng đây chỉ là một trò bịp bợm. Liên Minh bị truy nã. Hawkgirl thấy mình bị giằng xé giữa lòng trung thành của cô với Thanagar và cam kết của mình với Justice League, cũng như giữa cuộc đính hôn của mình với chỉ huy Thanagarian HRO Talak và tình yêu vừa chớm nở dành cho Green Lantern, John Stewart. Các thành viên Liên Minh đã chiến đấu chống lại Thanagarians và sau đó Batman một mình điều khiển Tháp Canh lao xuống phá hủy căn cứ chính của chúng. Trước khi phát nổ Superman đã kịp đưa Batman thoát ra ngoài. Thanagarians thất bại và rút lui khỏi Trái Đất. Hawkgirl sau đó rời bỏ Liên Minh. |                     |                                             |                                                          |                      |